# 卡拉賓騎兵

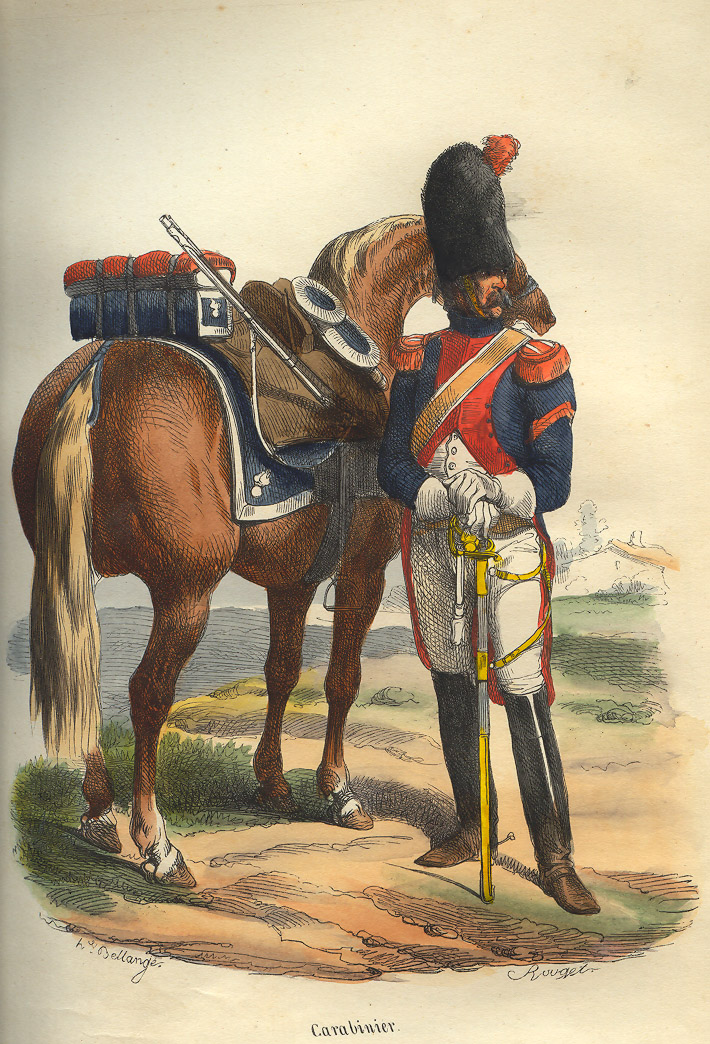
拿破崙時代的卡拉賓騎兵

卡拉賓騎兵（英語：Carabinier，有時又被拼為Carabineer或Carbineer），或作卡賓騎兵，起初是一種裝備卡賓槍（短版的Musket）的騎兵，這個名詞來自法語的carabinier。这种军种出现在歐洲的拿破仑戰爭时期，其中包括滑鐵盧戰役。
今日這個稱呼大多出現在陸軍、警察或國家憲兵中。